# Germán Bringas
Germán Bringas (Ciudad de México, 1965) es un saxofonista, compositor e intérprete de free jazz e improvisación, e impulsor de dicho género en México a través de su sello Jazzorca Records, fundado en 1991 y su café Jazzorca. Ha sido becario del FONCA y de la Fundación Cultural Bancomer.

## Trayectoria
Germán Bringas comenzó a estudiar piano clásico a los 7 años de edad, aprendizaje que continuó por 7 años más. Bringas tiene un tipo de sinestesia, que le permite relacionar y percibir colores con sonidos. A los 16 años conoció a Carlos Castaneda, quien lo influenció, especialmente en el tema de la percepción. A los 23 años, motivado por la distancia hacia el jazz clásico y el bebop, comenzó a explorar musicalmente en las corrientes del free jazz, la improvisación y la experimentación sonora, influenciado por autores como John Zorn y Fred Frith, época en la que se mudó hacia una casa de campo, fuera de la Ciudad de México, sitio en donde nacieron sus hijos Sim Bringas e Iván Bringas, también músicos. En 1991 fundó un sello discográfico, Jazzorca, con el objetivo de autoproducir sus grabaciones; en 1995 el esfuerzo motivó la apertura del café Jazzorca en la colonia Portales, un sitio pionero dedicado a la presentación semanal de géneros diferentes al jazz clásico como el free jazz, la improvisación y la experimentación sonora. Bringas compone y produce música tanto de manera individual como en ensambles de diversa conformación (Zero Point), incluyendo proyectos orquestales (La Orkezta de los 13 Zalbajes). En 2003, en el contexto del festival Radar México, fue seleccionado por John Zorn para interpretar y dirigir con una orquesta de 14 músicos su obra de improvisación Cobra.
Ha colaborado con músicos como Scott Forrey, Fred Frith, Chris Cutler, John Zorn, Tatsuya Yoshida, Elliott Levin, Ernesto M. Andriano, Shelley Hirsch, Hans Tammen, Ursel Schlicht, Morio, Kathrin Lemke, Robert Michler, entre otros. 
Bringas es también fabricante de tambores metálicos de lengüetas.

## Discografía
- Caminatas (cassette, Jazzorca Récords, 1990)
- Piano Solos (cassette, Jazzorca Récords, 1990)
- Nuevos Rasgos (cassette, Jazzorca Récords, 1990)
- Improvisaciones En N.Y.  (Jazzorca Récords, 1994)
- El salto (Jazzorca Récords, 1996)
- Tank tromp (Jazzorca Récords, 2011)
- Túnel hacia ti (Smile C, 2021)

### En colaboración
- Le nut le (Jazzorca Records, Smogless Records, 1998) con Sergio Bustamante
- Las calles de plata de la Portales (Sony Music, 1998) con  Alejandra Arellano y Rodrigo Castelán
- Germán Bringas y el Engrane Amarillo (Jazzorca Records, Smogless Records, 1999) con Fred Frith y Chris Cutler
- Zona de desfragmentación (dos cajas de 7 discos cada una, 2005-2008)
- Ensamble Libre de Ritmos Africanos (Jazzorca, 2011)